# تشاك تايلور (صحفي أمريكي)
تشاك تايلور (بالإنجليزية: Chuck Taylor)‏ هو صحفي أمريكي، ولد في 28 سبتمبر 1962.